# 第58回国民体育大会

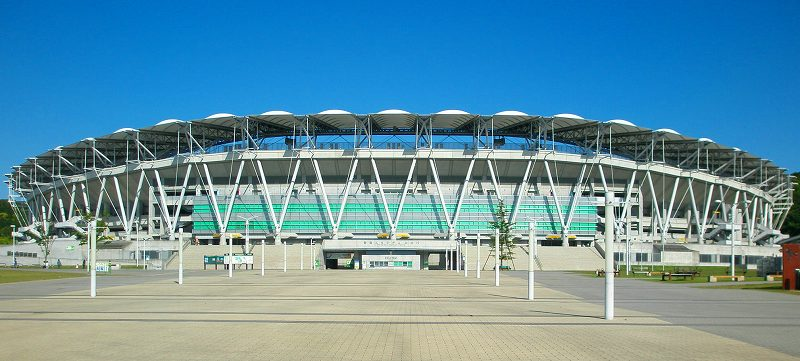
主競技場の静岡県小笠山総合運動公園スタジアム

第58回国民体育大会（だい58かいこくみんたいいくたいかい）は、静岡県の袋井市、群馬県の前橋市、北海道の名寄市およびその周辺で開催された。大会スローガンは“がんばる”が好き、大会マスコットはふじっぴー(その後、ふじっぴーは静岡県マスコットとして活躍中)。静岡県を主会場として開催する国体は、1957年の静岡国体以来46年ぶりである。

## ハイライト
1月28日に、前橋市で第58回国民体育大会冬季大会スケート・アイスホッケー競技会「群馬国体」が開幕。2月22日からは、名寄市でスキー競技会「なよろサンピラー国体」が開催。冬季大会終了時点で、北海道が1位。
9月10日、富士市の静岡県富士水泳場で第58回国民体育大会夏季大会「NEW!!わかふじ国体」が開幕。夏季大会終了時点で、静岡県が1位。
10月25日、袋井市の静岡スタジアム エコパで秋季大会が開幕。
また、11月8日から10日までの3日間、第3回全国障害者スポーツ大会「わかふじ大会」が行われた。

## 冬季大会

### スケート競技会・アイスホッケー競技会
第58回国民体育大会冬季大会スケート競技会・アイスホッケー競技会は、1月25日から1月29日を会期として群馬県前橋市、伊香保町 (現渋川市)、高崎市で開催された。テーマは「群馬国体」。スローガンは「風になる人」。

#### 実施競技・会場一覧
| 競技名                 | 競技名                   | 競技名 | 会場地              | 会場                                                                   |
| ---------------------- | ------------------------ | ------ | ------------------- | ---------------------------------------------------------------------- |
| スケート               | スピード（詳細）         |        | 伊香保町 (現渋川市) | 群馬県総合スポーツセンター伊香保リンク ・屋外リンク                    |
| スケート               | ショートトラック（詳細） |        | 前橋市              | 群馬県総合スポーツセンターアイスアリーナ                               |
| スケート               | フィギュア（詳細）       |        | 前橋市              | 群馬県総合スポーツセンターアイスアリーナ                               |
| アイスホッケー（詳細） | アイスホッケー（詳細）   |        | 伊香保町 (現渋川市) | 群馬県総合スポーツセンター伊香保リンク ・屋内第1リンク ・屋内第2リンク |
| アイスホッケー（詳細） | アイスホッケー（詳細）   | 高崎市 | サンピア高崎        |                                                                        |

### スキー競技会
第58回国民体育大会冬季大会スキー競技会は、2月22日から2月25日を会期として北海道名寄市で開催された。テーマは「なよろサンピラー国体」、スローガンは「輝いて 雪・人・ロマン 北未来」。
本大会の開催を記念して、同年7月に名寄サンピラー国体記念サマージャンプ大会が創設。以後毎年開催されている。

#### 実施競技・会場一覧
| 競技名                           | 競技名                           | 競技名 | 会場地 | 会場                                                           |
| -------------------------------- | -------------------------------- | ------ | ------ | -------------------------------------------------------------- |
| スキー                           | ジャイアントスラローム（詳細）   |        | 名寄市 | 名寄ピヤシリスキー場                                           |
| スキー                           | スペシャルジャンプ（詳細）       |        | 名寄市 | 名寄市ピヤシリシャンツェ                                       |
| スキー                           | コンバインド（詳細）             |        | 名寄市 | 名寄市ピヤシリシャンツェ、なよろ健康の森クロスカントリーコース |
| スキー                           | クロスカントリー（詳細）         |        | 名寄市 | なよろ健康の森クロスカントリーコース                           |
| (※公開競技) バイアスロン（詳細） | (※公開競技) バイアスロン（詳細） |        | 名寄市 | バイアスロン特設会場                                           |

## 夏季大会

### 実施競技・会場一覧
正式競技
- 開閉会式 - 富士市・静岡県富士水泳場
- 水泳
  - 競泳・飛込 - 富士市・静岡県富士水泳場
  - 水球・シンクロ - 静岡市・静岡県立水泳場
- サッカー - 藤枝市、静岡市、磐田市・藤枝総合運動公園サッカー場・陸上競技場、藤枝市民グラウンドサッカー場、清水日本平運動公園球技場、清水ナショナルトレーニングセンター東西グラウンド、静岡市清水総合運動場陸上競技場、ジュビロ磐田スタジアム、磐田スポーツ交流の里ゆめりあサッカーグラウンド・多目的グラウンド
- ボート - 天竜市・天竜市営ボート場
- セーリング - 御前崎町、相良町・御前崎港特設マリーナ
- カヌー - 本川根町・奥大井接岨湖カヌー競技場、奥大井八木カヌー競技場
- ボウリング - 浜松市・浜松毎日ボウル
- ゴルフ - 伊東市、森町・川奈ホテルゴルフコース、葛城ゴルフ倶楽部

公開競技
- ビーチバレー - 下田市、熱海市・下田市白浜海岸ビーチバレー会場、熱海サンビーチ・ビーチバレー会場

## 秋季大会

### 実施競技・会場一覧
正式競技
- 開閉会式 - 袋井市・エコパスタジアム
- 陸上競技 - 袋井市・エコパスタジアム
- テニス - 浜松市・浜松市花川運動公園テニスコート
- ホッケー - 清水町、長泉町・清水町総合運動公園多目的スポーツ広場、長泉町営竹原グラウンド
- ボクシング - 熱海市・南熱海マリンホール
- バレーボール - 富士川町、裾野市、伊豆長岡町、天城湯ヶ島町、富士市、三島市・富士川町総合体育館(ウイングアリーナ)、裾野市民体育館、伊豆長岡町総合体育館、天城湯ヶ島町立総合体育館、富士市立富士体育館、三島市民体育館、東レ(株)三島工場体育館
- 体操 - 静岡市・ツインメッセ静岡北館
- バスケットボール - 磐田市、豊田町、袋井市、浜松市・磐田市総合体育館、磐田市立磐田第一中学校体育館、アミューズ豊田、豊田町立豊田南中学校体育館、エコパアリーナ、浜松アリーナ
- レスリング - 東伊豆町・東伊豆勤労者体育センター
- ウエイトリフティング - 静岡市・清水ナショナルトレーニングセンターアリーナ、静岡市立清水庵原中学校体育館
- ハンドボール - 静岡市・静岡市中央体育館、静岡市北部体育館、静岡市立高等学校体育館、静岡市清水総合運動場体育舘、静岡市立清水第二中学校体育館、東海大学付属翔洋高等学校体育館
- ソフトテニス - 静岡市・静岡県草薙総合運動場庭球場、静岡市有度山総合公園運動施設テニスコート
- 卓球 - 湖西市・湖西市アメニティプラザ
- 自転車
  - トラック - 静岡市・静岡競輪場
  - ロード - 浜松市、竜洋町、磐田市、福田町、浅羽町、大須賀町、大東町、浜岡町、御前崎町、相良町・遠州灘特設ロード・レース・コース
- 軟式野球 - 沼津市、磐田市、菊川町、福田町、豊岡村・愛鷹広域公園野球場、沼津市営野球場、磐田城山球場、菊川運動公園野球場、福田公園野球場、豊岡村民野球場
- 相撲 - 焼津市・焼津市総合グラウンド総合体育館
- 馬術 - 御殿場市・御殿場馬術競技場
- フェンシング - 伊東市・伊東市立南中学校体育館
- 柔道 - 浜北市・浜北市総合体育館(グリーンアリーナ)
- ソフトボール - 富士宮市、掛川市、大東町、浜松市・静岡県ソフトボール場、富士宮市山宮ふじざくら球技場、掛川いこいの広場野球場・多目的広場、大東町総合運動場野球場・多目的広場、浜松市和地山公園グラウンド
- バドミントン - 富士宮市・富士宮市民体育館
- 弓道 - 浜松市・浜松市弓道場、浜松市可美公園特設遠的弓道場
- ライフル射撃 - 藤枝市・静岡県警察学校射撃場、スポーツ・パル高根の郷、静岡県立藤枝西高等学校体育館
- 剣道 - 藤枝市・静岡県武道館
- ラグビーフットボール - 浜松市、裾野市・県営遠州灘海浜公園球技場、裾野市運動公園陸上競技場、時之栖スポーツセンター裾野グランド
- 山岳 - 水窪町・大津山縦走競技場、長尾クライミング競技場
- アーチェリー - 榛原町・榛原総合運動公園(ぐりんぱる)
- 空手道 - 浜松市・アクトシティ浜松展示イベントホール
- 銃剣道 - 小山町・小山町総合体育館
- クレー射撃 - 春野町・静岡県クレー射撃場
- なぎなた - 吉田町・吉田町総合体育館

公開競技
- 高等学校野球 - 静岡市、島田市、焼津市・静岡県草薙総合運動場野球場、島田球場、焼津市総合グラウンド野球場
- スポーツ芸術 - 静岡市、浜松市、沼津市、三島市、富士市、掛川市、袋井市 他・グランシップ、静岡県立美術館、駿府公園、静岡市清水文化センター、静岡市立登呂博物館、静岡市民文化会館、浜松市博物館、浜松市美術館、浜松市楽器博物館、三嶋大社、佐野美術館、三島市郷土資料館、三島市民文化会館、富士市文化会館ロゼシアター、掛川城、フェルケール博物館、平野美術館、熱海市立澤田政廣記念館、池田20世紀美術館、東海道広重美術館 他

## イメージソング
- 「夢の翼」

作詞：森雪之丞
作曲：葉加瀬太郎
歌：鈴木重子

## 総合成績

### 天皇杯
- 優勝：静岡県
- 準優勝：埼玉県
- 第3位：東京都

### 皇后杯
- 優勝：静岡県
- 準優勝：東京都
- 第3位：埼玉県